# Філліс Констем
Філліс Естер Констем (англ. Phyllis Esther Kohnstamm; 14 квітня 1907 — 20 серпня 1976) — англійська кіноакторка. Вона знялася в 12 фільмах між 1928 і 1964 роками, включаючо з чотирьма фільмами знятих Альфредом Гічкоком.
Філліс Естер Констемм, більш відома як Філліс Констем, народилася в Лондоні в 1907 році в сім'ї єврейських батьків Альфреда та Естер Констемм з Міддлхіта, Гемпстед. Її батько разом зі своїм братом розвивав успішний шкіряний бізнес. Вона пройшла навчання в театрі в Парижі перед її першою появою в Theatre Royal Haymarket в The Jew of Malta в 1925 році. Наступного року вона була «дружиною» у «Втечі» Джона Голсуорсі в лондонському Вест-Енді. У 1930 році вона з'явилася в першій однойменній кіноверсії, яку зняв Безіл Дін.
Філліс Констем вийшла заміж за зірку тенісу Банні Остіна в 1931 році, з яким познайомилася на круїзному лайнері під час подорожі до США, щоб з'явитися в постановці «Вбивства на другому поверсі» Френка Воспера разом зі своїм близьким другом Лоуренсом Олів'є. Разом Остін і Констем були однією зі знаменитих пар того часу. Остін грав у теніс із Чарлі Чапліним, був другом Дафни дю Мор'є та зустрічався з королевою Марією та президентом Франкліном Рузвельтом. У них було двоє дітей.
У пізні роки життя вона приєдналася до свого чоловіка, беручи участь в Oxford Group, виступаючи в кількох фільмах і театральних постановках по всьому світу, щоб принести користь справі. Вона померла в Сомерсеті від серцевого нападу 20 серпня 1976 року у віці 69 років.

## Фільмографія
- 1928 — Шампанське
- 1929 — Шантаж
- 1930 — Убивство!
- 1931 — Нечесна гра